# Marcus Burghardt
Marcus Burghardt (ur. 30 czerwca 1983 w Zschopau) – niemiecki kolarz szosowy, zawodnik należącej do dywizji UCI WorldTeams drużyny Bora-Hansgrohe.

## Najważniejsze osiągnięcia
2007
- 3. miejsce w E3 Prijs Vlaanderen
- 1. miejsce w Gandawa-Wevelgem

2008
- 1. miejsce na 18. etapie Tour de France

2009
- 4. miejsce w Sachsen-Tour

2010
- 1. miejsce w klasyfikacji punktowej Tour de Suisse
  - 1. miejsce na 5. i 7. etapie

2013
- 1. miejsce w klasyfikacji górskiej Tour de Romandie

2017
- 1. miejsce w mistrzostwach Niemiec (start wspólny)